# Sara Marcaggi
Sara Marcaggi (Noale, 30 ottobre 1978) è un'ex cestista italiana.

## Carriera
Playmaker-guardia di 173 cm, ha giocato in Serie A1 italiana con Rescifina Messina e Alcamo.